# Carel Godin de Beaufort
Carel Godin de Beaufort (n. 10 aprilie 1934 – d. 2 august 1964) a fost un pilot neerlandez de Formula 1 care a evoluat în Campionatul Mondial între anii 1957 și 1964.
1. 1 2  Carel Godin de Beaufort, Roglo
2. 1 2  Genealogics